# IC 4317
IC 4317 ist eine Spiralgalaxie vom Hubble-Typ Sa? im Sternbild Bärenhüter am Nordsternhimmel. Sie ist schätzungsweise 387 Millionen Lichtjahre von der Milchstraße entfernt und hat einen Durchmesser von etwa 70.000 Lichtjahren.
Himmelsareal befinden sich unter anderem die Galaxien PGC 48342, PGC 48452, PGC 48479, PGC 1802552.
Das Objekt wurde am 21. Juni 1895 von Stéphane Javelle entdeckt.